# Juan de Triana
Juan de Triana (1460 – Sevilla, 28 de enero de 1494) fue un compositor español del Renacimiento activo en la segunda mitad del siglo XV durante el reinado de los Reyes Católicos.

## Su vida

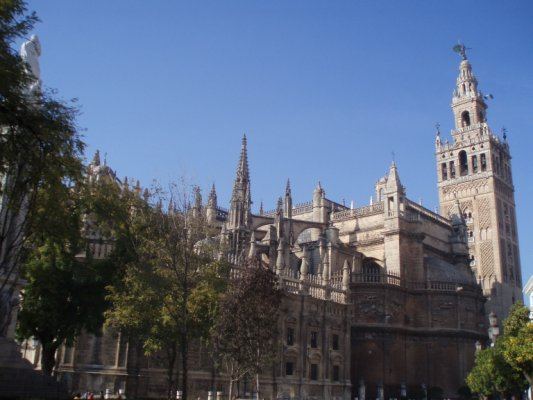
Catedral de Sevilla.

Cantor y racionero de la Catedral de Sevilla entre 1467 y 1494. En enero de 1478 recibió permiso de la Catedral de Sevilla para ir a las misas solemnes celebradas en el palacio sevillano de los duques de Medina Sidonia. Su nombramiento en 1483 como maestro de los niños seises de la Catedral de Toledo, con un sueldo de 18.000 maravedíes, no llegó a hacerse efectivo. Juan de Triana falleció el 28 de enero de 1494.

## Su obra
Se han conservado 20 obras de Juan de Triana, todas ellas en el Cancionero de la Colombina, con tres de ellas con réplicas en el Cancionero de Palacio. Cuatro de las obras son religiosas y el resto profanas. De las piezas religiosas, "Juysio fuerte será dado", es un fragmento del Canto de la Sibila en castellano. Las otras tres piezas religiosas son litúrgicas con texto en latín.
Las melodías que compuso Juan de Triana son melismáticas con un gran número de notas "cambiata" y cadencia Landini. Estas características son comunes a los músicos ibéricos de la generación anterior a Juan del Enzina, Francisco de la Torre o Pedro de Escobar que tendieron a componer melodías más simples.
A continuación se detallan las obras conservadas de Juan de Triana. Los códigos de la columna de "Fuentes" musicales se especifican más abajo. Los de la columna de "Grabaciones" se especifican en la sección de "Discografía".
| N.º              | Obra                                                 | Voces | Forma musical                   | Fuentes  | Grabaciones             | Comentarios |
| Obras religiosas |                                                      |       |                                 |          |                         | |
| ---------------- | ---------------------------------------------------- | ----- | ------------------------------- | -------- | ----------------------- | --- |
| 1                | Benedicamus Domino                                   | 3     | canción-motete                  | CMC(80)  | TRI                     | |
| 2                | Benedicamus Domino                                   | 3     | canción-motete                  | CMC(81)  | TRI                     | |
| 3                | Juste Judex Jesu Christe                             | 3     | canción-motete                  | CMC      | TRI                     | |
| 4                | Juysio fuerte será dado                              | 4     | canción                         | CMC      | TRI, UMB, SIB           | Fragmento breve del Canto de la Sibila. |
| Obras profanas   |                                                      |       |                                 |          |                         | |
| 5                | Aquella buena muger                                  | 3     | villancico                      | CMC, CMP | TRI                     | |
| 6                | Con temor vivo ojos tristes                          | 3     | villancico                      | CMC      | TRI                     | |
| 7                | De mi perdida esperança                              | 3     | villancico                      | CMC      | TRI                     | |
| 8                | Deus in adiutorium                                   | 3     | rondó                           | CMC      | TRI                     | |
| 9                | Dinos madre del donsel                               | 3     | rondó                           | CMC      | BER, TRI, COL, MAG, ISA | |
| 10               | La moça que las cabras cría                          | 4     | ensalada en forma de villancico | CMC      | TRI                     | |
| 11               | Maravillome del syno me del santiguome               | 3     | villancico                      | CMC      | HMC, TRI                | |
| 12               | No consiento ni me plaze                             | 3     | villancico                      | CMC      | TRI                     | |
| 13               | No puedes quexar amor                                | 3     |                                 | CMC      | TRI                     | |
| 14               | O pena que me combates                               | 3     | villancico                      | CMC      | TRI                     | Incompleta |
| 15               | Pinguele rrespinguete                                | 3     | rondó                           | CMC      | ARE, TRI, COL           | |
| 16               | Por beber comadre                                    | 3     | villancico                      | CMC, CMP | TRI                     | |
| 17               | Querer vieja yo / Non puedo dexar / Que non se filar | 3     |                                 | CMC      | TRI, ARE, COL           | Cada una de las voces se canta con un texto diferente: Querer vieja yo, Non puedo dexar y Que non se filar, lo que la hace una pieza extraña para la época. |
| 18               | Quien vos dio tal señorío                            | 4     |                                 | CMC      | TRI, COL                | |
| 19               | Señora qual soy venido                               | 3     | villancico                      | CMC, CMP | ARE, COL, SFM, TRI      | En la versión del CMC, el nombre de Juan Cornago aparece junto al tiple y el de Juan de Triana junto al bajo. En la versión del CMP, aparece como anónimo, pero el musicólogo Higinio Anglés, se la atribuyó en exclusiva a Cornago. El texto se debe al Marqués de Santillana. |
| 20               | Ya de amor era partido                               | 3     | villancico                      | CMC      | ARE, TRI                | |

Estas obras se encuentran en las siguientes fuentes:
- CMP - Madrid, Biblioteca Real, MS II - 1335 (Cancionero de Palacio) (E-Mp II-1335)
- CMC - Sevilla, Catedral Metropolitana, Biblioteca Capitular y Colombina, Ms. 7-I-28 (E-S 7-I-28) (Cancionero de la Colombina)

## Discografía
- ???? - [ARE] El Cancionero Musical de la Colombina. Cuarteto Renacimiento. Grupo de Instrumentos Antiguo Renacimiento. MEC 1011 CD
- 1969 - [SFM] Música Ibérica I. Música Ibérica I hasta el siglo XV - Monodia siglos XII/XII, Polifonía siglo XIII, Villancicos siglo XV (Juan Urreda, Juan Cornago). Studio der frühen Musik. EMI/Odeon J 063-20.114 (LP).
- 1977 - [BER] Canciones Españolas. Teresa Berganza, Narciso Yepes, Félix Lavilla. Deutsche Grammophon 435 648-2.
- 1990 - [TRI] Juan de Triana. La Música en la Era del Descubrimiento III. Taller Ziryab. Dial Discos CAL-5019.
- 1991 - [HMC] Cornago: Missa de la mapa mundi. The Newberry Consort. Harmonia Mundi USA 907083.
- 1992 - [COL] El Cancionero de la Colombina, 1451-1506. Música en el tiempo de Cristóbal Colón. Hespèrion XX. Jordi Savall. Astrée (Naïve) ES 9954.
- 1996 - [SIB] El Canto de la Sibila II. Galicia - Castilla. La Capella Reial de Catalunya. Jordi Savall, Montserrat Figueras. Astrée "Naïve" (Auvidis) ES 9942.
- 1999 - [UMB] Chacona. Renaissance Spain in the Age of Empire. Ex Umbris. Dorian 93207.
- 2002 - [MAG] Iudicii Signum. Capella de Ministrers. Carles Magraner. Licanus "Capella de Ministrers" CDM 0203.
- 2004 - [ISA] Isabel I, Reina de Castilla. Luces y Sombras en el tiempo de la primera gran Reina del Renacimiento 1451-1504. La Capella Reial de Catalunya y Hespèrion XXI. Jordi Savall. Alia Vox AV 9838.